# Ovipalpus schajovskoii
Ovipalpus schajovskoii is een keversoort uit de familie kniptorren (Elateridae). De wetenschappelijke naam van de soort is voor het eerst geldig gepubliceerd in 1953 door Golbach.